# Cimenyan (plaats)
Cimenyan is een bestuurslaag in het regentschap Bandung van de provincie West-Java, Indonesië. Cimenyan telt 12.922 inwoners (volkstelling 2010).